# Live at Sin-é
Live at Sin-é är Jeff Buckleys debut-EP. Den spelades in live på Sin-é, ett café i New York, i augusti 1993 och släpptes i december samma år. 

## Låtlista
1. "Mojo Pin" (Jeff Buckley/Gary Lucas) – 5:52
2. "Eternal Life" (Jeff Buckley) – 5:43
3. "Je n'en connais pas la fin" (Raymond Asso/Marguerite Monnot) – 5:00
4. "The Way Young Lovers Do" (Van Morrison) – 10:02